# Mary McAleese
Mary Patricia McAleese (irski: Máire Pádraigín Bean Mhic Ghiolla Íosa); (27. lipnja 1951.), bivša predsjednica Irske (od 1997. do 2011.). Prije no što je došla na mjesto predsjednice, radila je kao odvjetnica, novinarka, profesorica, te ravnateljica Stručnoga pravnoga učilišta.
McAleese je druga žena na mjestu predsjednika Irske i prva žena koja je naslijedila ženu na mjestu poglavara države. Bila je prva predsjednica izabrana 1997., a dobila je i drugi mandat 2004. bez veće konkurencije. Kako je rođena u Belfastu, Irska je dobila predsjednicu iz Sjeverne Irske. Članica je Vijeća žena svjetskih vođa.

## Vanjske poveznice
- TV intervju iz Rima  Arhivirana inačica izvorne stranice od 29. listopada 2007. (Wayback Machine)
- Službeni životopis